# Trogoderma halsteadi
Trogoderma halsteadi is een keversoort uit de familie spektorren (Dermestidae). De wetenschappelijke naam van de soort werd in 1994 gepubliceerd door Veer & Rao.